# بخش سبی

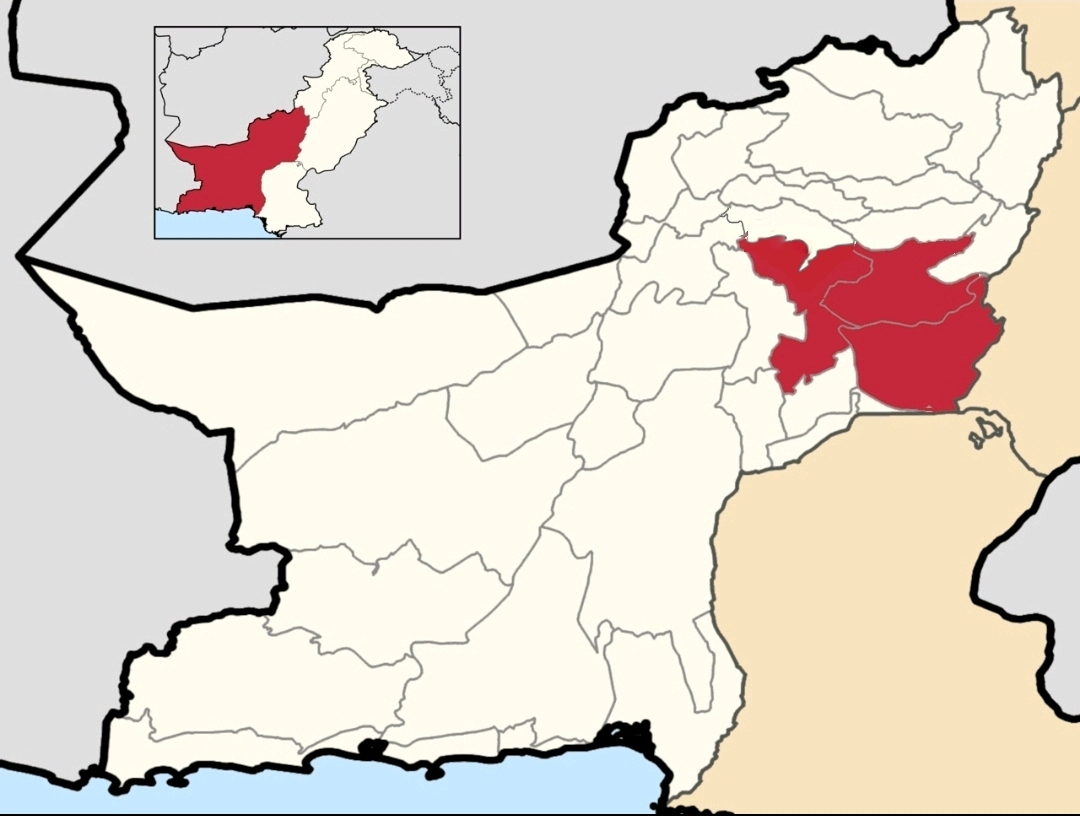
بخش سبی

بخش سبی ( بلوچی : سبی ولایت ) ( سندی : سيوي ڊويزن ) یکی از بخش‌های پاکستان درجنوب شرقی در  ایالت بلوچستان است بیشتر باشندگان این بخش مردمان بلوچ هستند و اقلیتی از مردمان سندی تبار هم حضور دارند.
- ناحیه سبی (۱۹۰۳)
- ناحیه کهلو (۱۹۷۴)
- ناحیه دیره بگتی (۱۹۸۳)
- ناحیه لهری (۲۰۱۳)